# آلمره هاون
آلمره هاون (به هلندی: Almere Haven) یک منطقهٔ مسکونی در هلند است که در آلمیره واقع شده‌است. آلمره هاون ۲۲٫۸۲۰ نفر جمعیت دارد.